# Thyateira
Thyateira (Oudgrieks: τά Θυάτειρα), ook Thyatira, was een Oud-Griekse stad (polis) in Klein-Azië, de huidige Turkse stad van Akhisar ("wit kasteel"). De naam is vermoedelijk van Lydische origine. Het ligt in het uiterste westen van Turkije, ten zuiden van Istanboel en min of meer ten oosten van Athene. Het is ongeveer 80 kilometer verwijderd van de Egeïsche Zee.

## Geschiedenis
Deze Oud-Griekse stad, "Pelopia" (Oudgrieks: Πελοπία / Pelopía) genaamd, werd tijdens het Hellenistische tijdperk, in 290 v.Chr., hernoemd in Thyateira (Θυάτειρα / Thyáteira) door koning Seleucus I Nicator. Hij was in een oorlog verwikkeld met Lysimachus toen hij vernam dat zijn vrouw van een dochter was bevallen. Volgens Stephanus Byzantius hernoemde hij daarop deze stad "thyateira" naar het Griekse woord θυγατήρ, θυγατέρα (thygatēr, thygatéra), dat "dochter" betekent, maar het is waarschijnlijk dat het een oudere, Lydische naam was. In de klassieke periode bevond Thyateira zich op de grens tussen Lydië en Mysië. Tijdens de Romeinse periode (1e eeuw n.Chr.) stond de stad bekend om haar textielverfindustrie en vormde een handelscentrum van paarse textiel. Tussen de oude ruïnes van de stad zijn inscripties gevonden met betrekking tot het gilde van de textielververijen in de stad. Er zijn zelfs meer gilden bekend uit Thyateira dan uit eender welke andere stad uit de Romeinse provincie Asia uit die tijd (inscripties vermelden de volgende gilden: wolbewerkers, linnenbewerkers, makers van gewaden, textielververs, leerbewerkers, leerlooiers, pottenbakkers, bakkers, slavenhandelaars en bronssmeden).
In vroeg-christelijke tijden huisde Thyateira een belangrijke Christelijke kerk, die wordt vermeld als een van de zeven gemeenten in het boek Openbaring. Volgens Openbaring had een vrouw genaamd Izebel (die zichzelf een profetes noemde) de Christenen van Thyateira geleerd hoe en verleid tot het plegen van seksuele immoraliteit en voedsel, dat aan de afgoden werd geofferd, te eten.
De apostel Paulus en Silas zouden Thyateira tijdens Paulus' tweede of derde reis hebben bezocht, hoewel het bewijs hiervoor slechts indirect is. Ze bezochten verschillende kleine naamloze steden in deze streek tijdens de tweede reis. Toen ze in Philippi waren, verbleven Paulus en Silas bij een vrouw, genaamd Lydia van Thyatira, die hen bleef helpen, zelfs nadat ze waren gevangen genomen en terug vrijgelaten.
In 366 versloeg in een slag bij Thyateira het leger van de Romeinse keizer Valens de Romeinse usurpator Procopius.

## Bisdom

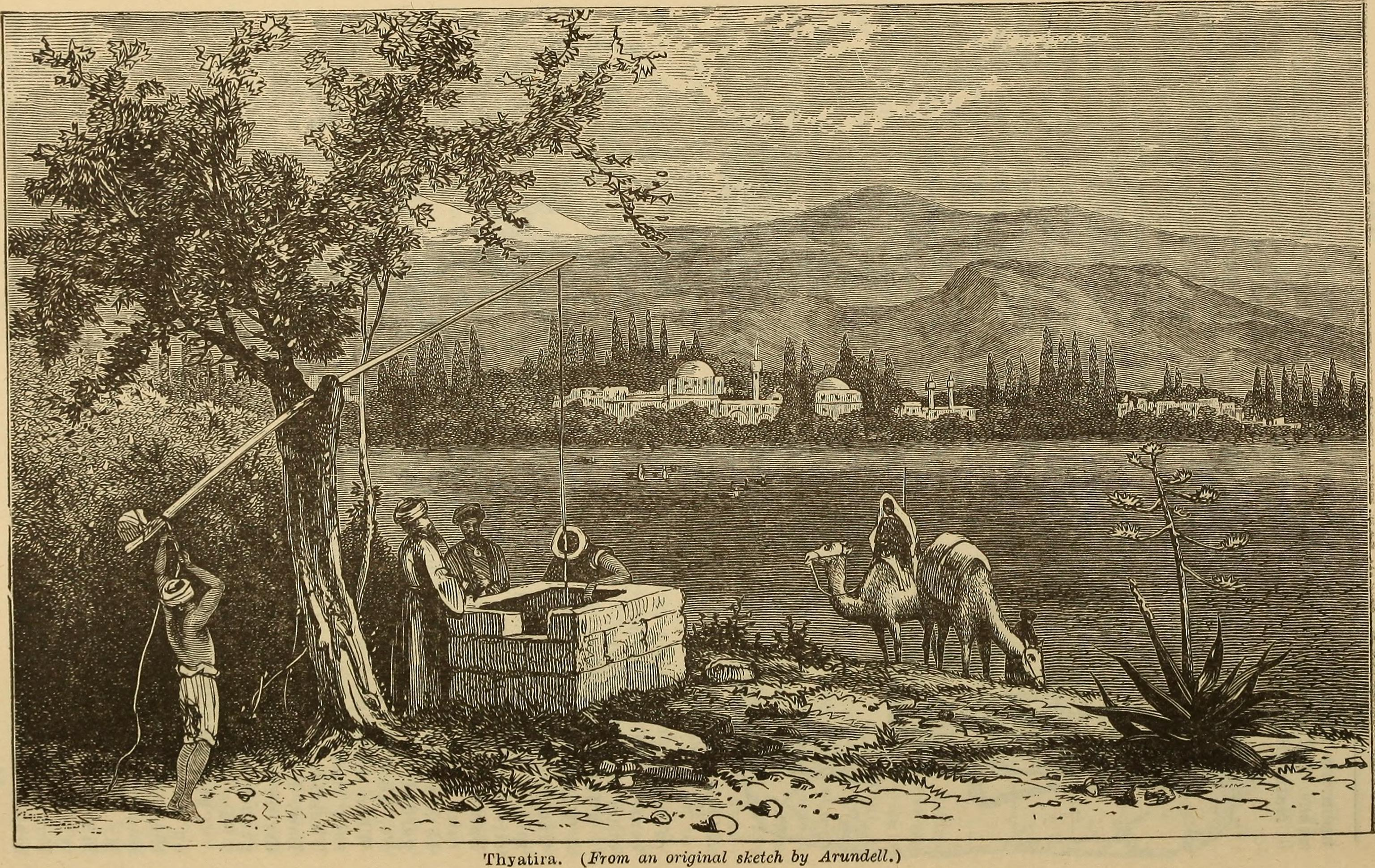
19e-eeuws Thyateira.

De stad was de thuisbasis van een Christelijke gemeenschap uit de apostolische periode. De gemeenschap bleef bestaan tot in 1922, toen de Orthodox-Christelijke bevolking werd gedeporteerd.

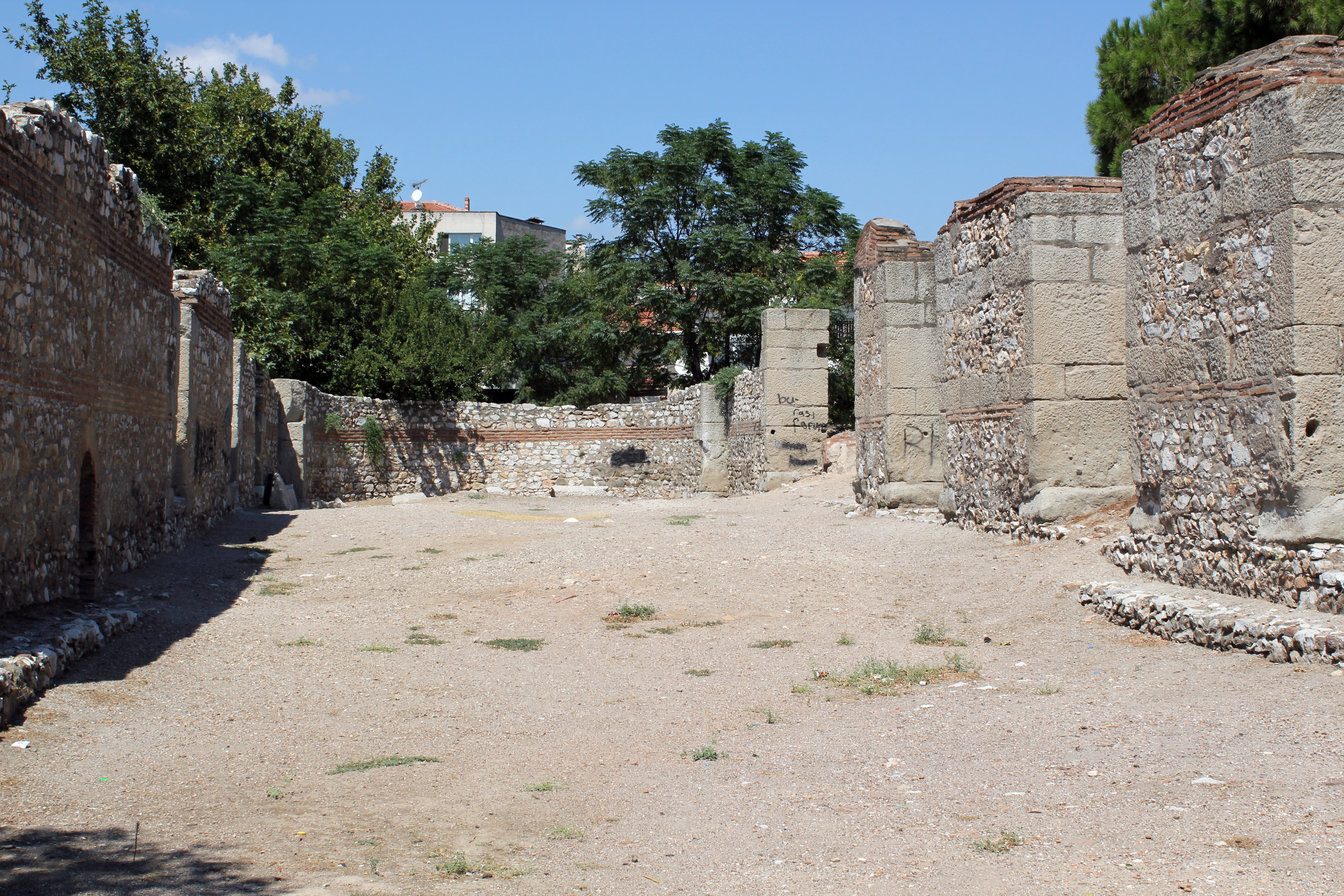
Byzantijnse basilica of Thyateira.

In 1922 benoemde de Oecumenische patriarch van Constantinopel een exarch voor West-en Centraal-Europa met de titel aartsbisschop van Thyateira (zie: Lijst van bisdommen van het Oecumenisch patriarchaat van Constantinopel). De huidige aartsbisschop van Thyateira (sinds 1988) is Gregorios Theocharous. Het aartsbisdom van Thyateira heeft haar zetel in Londen en de pastorale verantwoordelijkheid voor de Grieks-Orthodoxe Kerk in het Verenigd Koninkrijk, Ierland en Malta.
De episcopale zetel van Thyateira is ook opgenomen, zonder archiepiscopale rang, in de rooms-katholieke lijst van titulaire zetels.